# Tereske
Tereske ist eine ungarische Gemeinde im Kreis Rétság im Komitat Nógrád.

## Geografische Lage
Tereske liegt 48 Kilometer südwestlich des Komitatssitzes Salgótarján und 5 Kilometer nordöstlich der Kreisstadt Rétság an dem Fluss Tereskei-ág. Nachbargemeinden sind Érsekvadkert, Szátok, Romhány, Bánk und Pusztaberki.

## Geschichte
Im Jahr 1913 gab es in der damaligen Kleingemeinde 160 Häuser und 867 Einwohner auf einer Fläche von 2948 Katastraljochen. Sie gehörte zu dieser Zeit zum Bezirk Nógrád im Komitat Nógrád.

## Sehenswürdigkeiten
- Heimatgeschichtliches Museum (Helytörténeti Múzeum)
- Kruzifix
- Landhaus Frideczky (Frideczky-kúria)|
- Nepomuki-Szent-János-Statue
- Römisch-katholische Kirche Nagyboldogasszony, ursprünglich im 13. Jahrhundert erbaut, im Laufe der Zeit mehrfach umgebaut, erweitert und renoviert. An der Nordwand des Kirchenschiffs befinden sich die Reste von alten Fresken, die die Legende von Szent László darstellen und in der Kirche Glasfenster, die von Ferenc Németh nach Plänen von Lili Árkayné Sztehló gestaltet wurden.
- Schloss Huszár (Huszár-kastély)

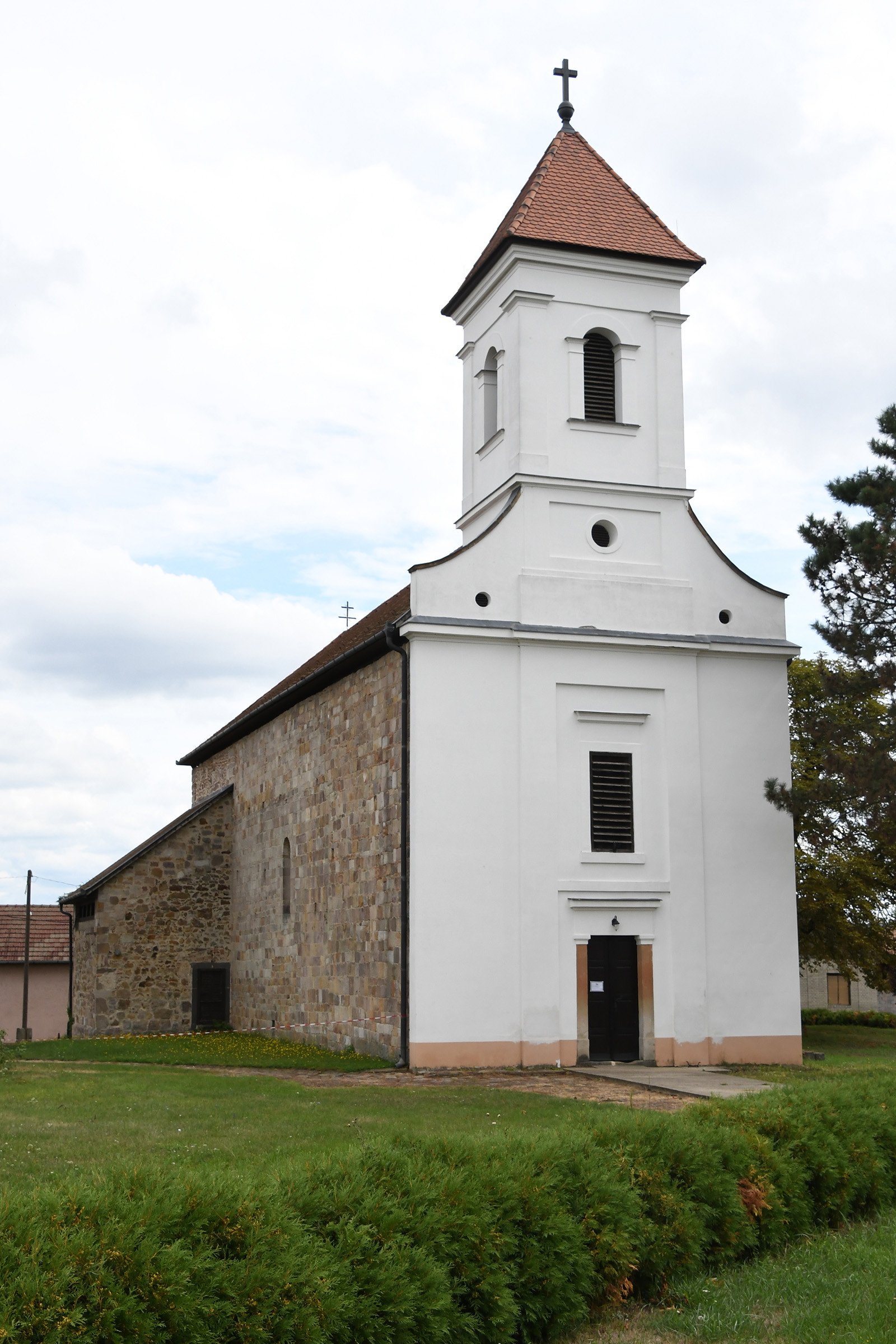
Römisch-katholische Kirche Nagyboldogasszony
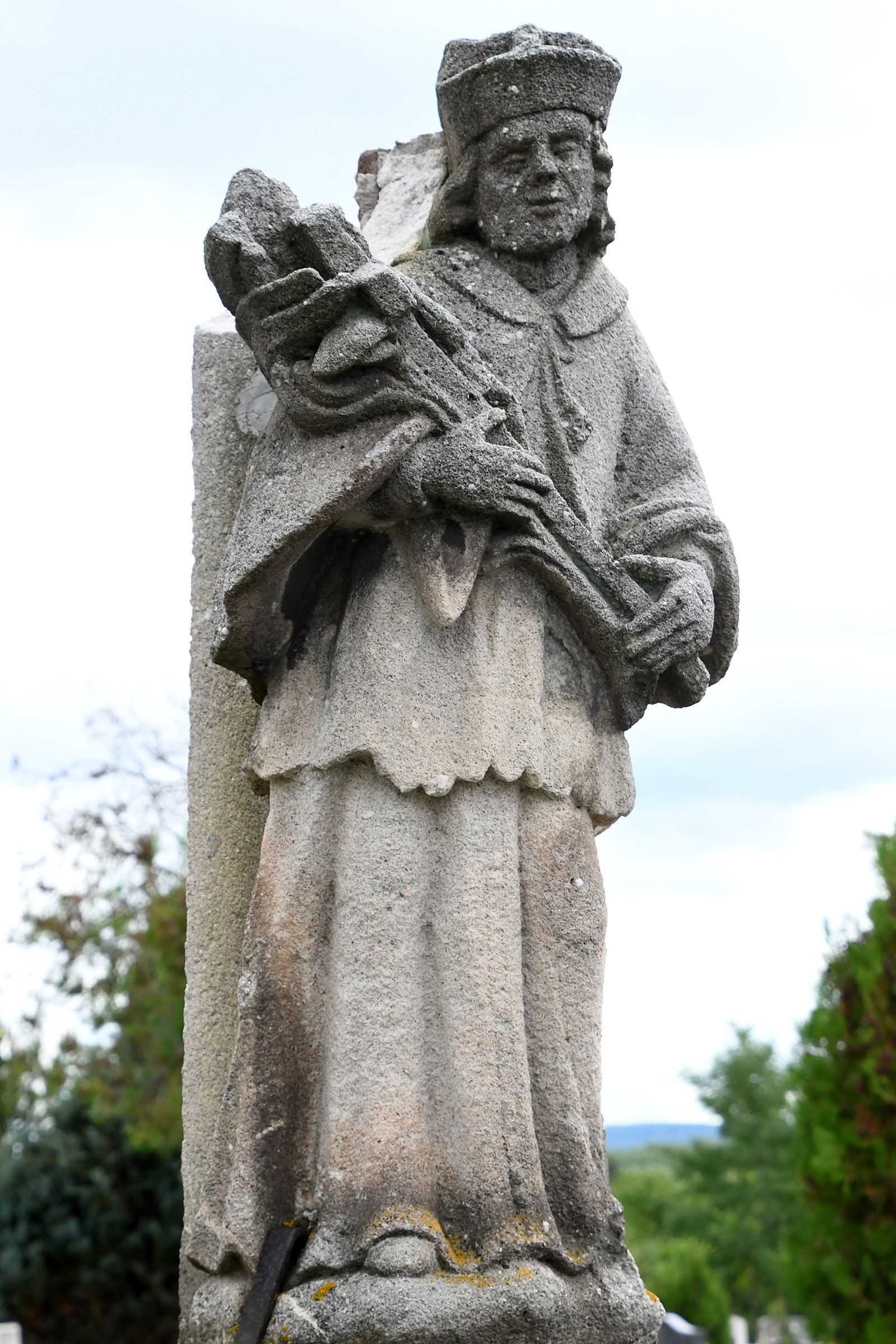
Nepomuki-Szent-János-Statue
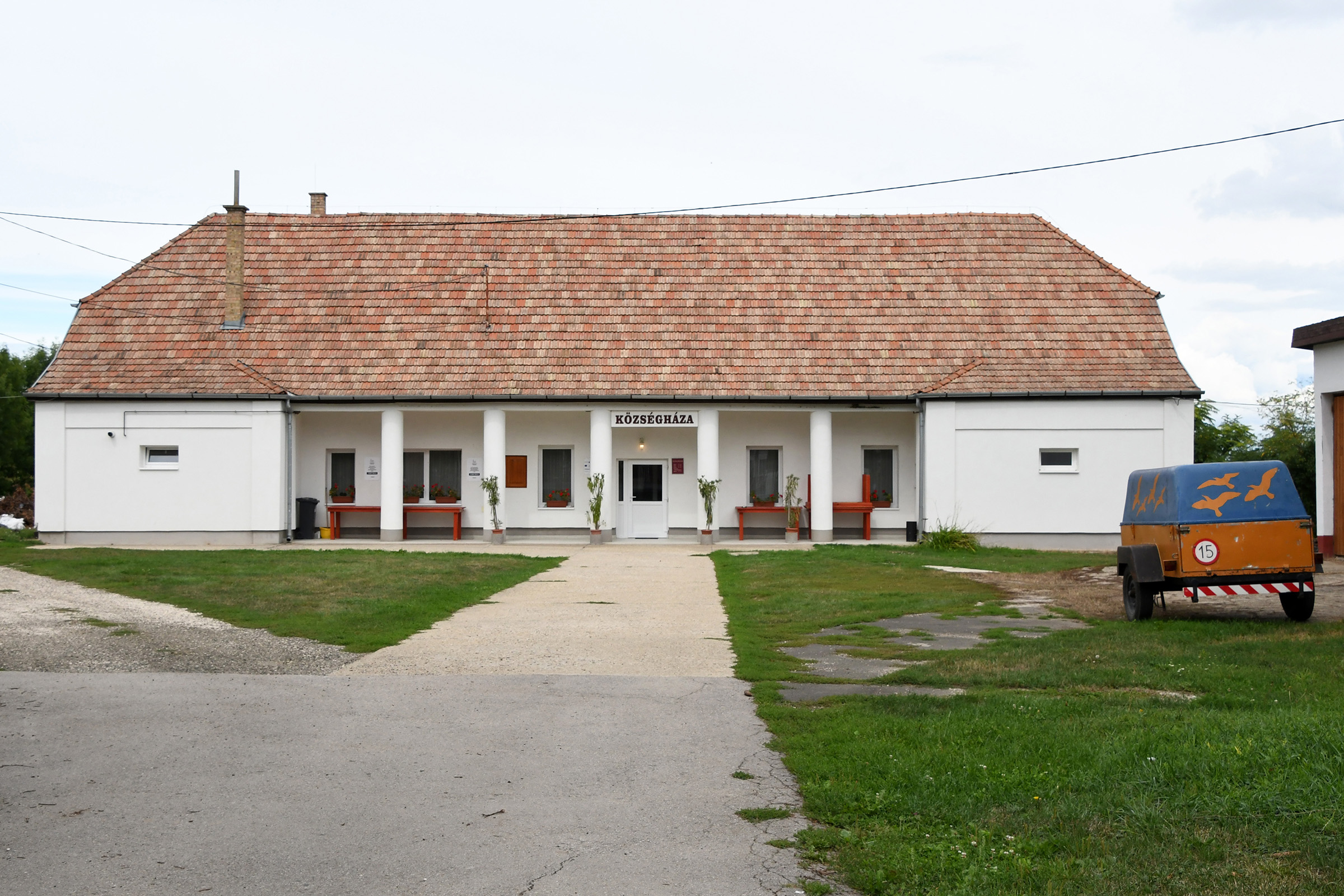
Gemeindeverwaltung
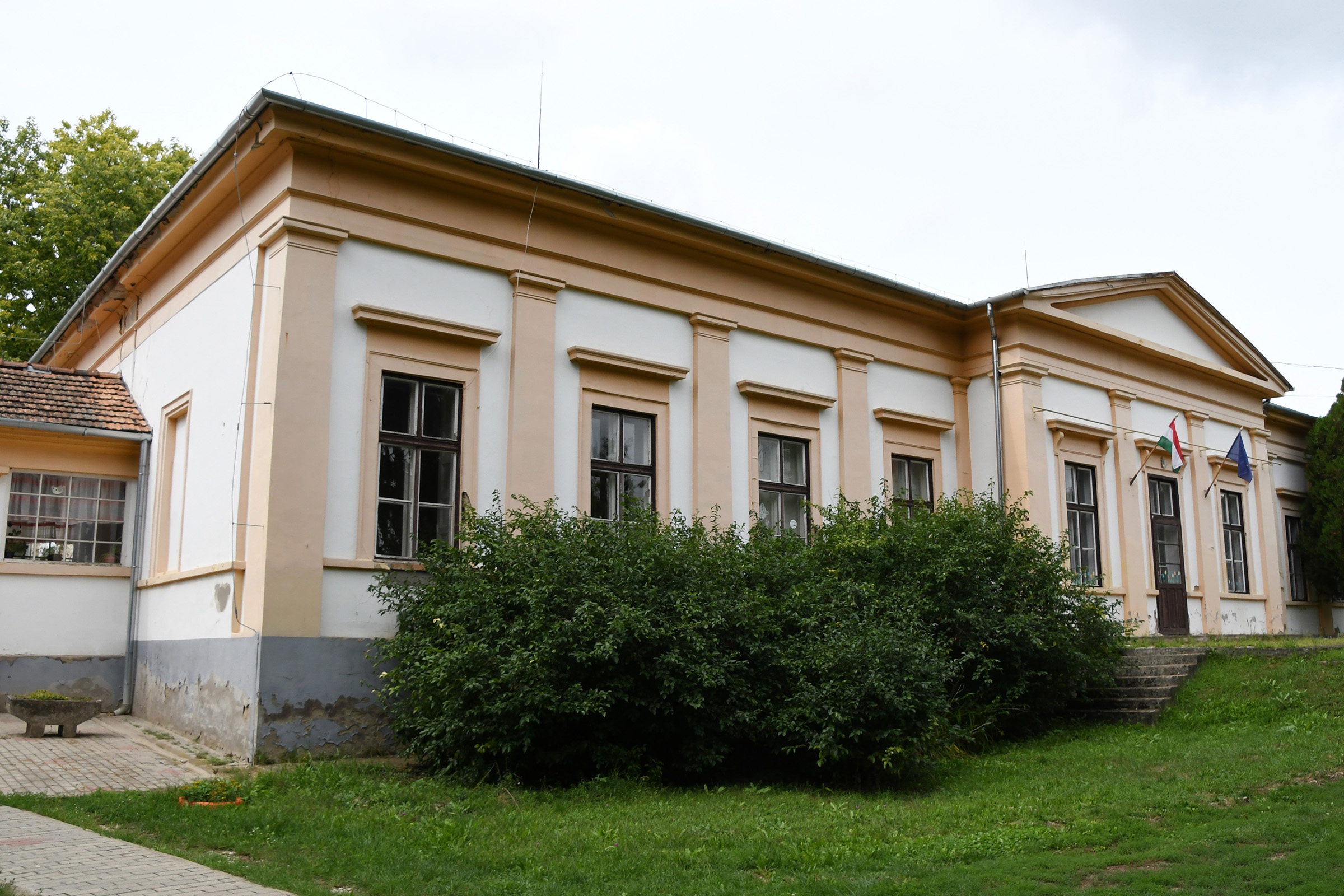
Schloss Huszár
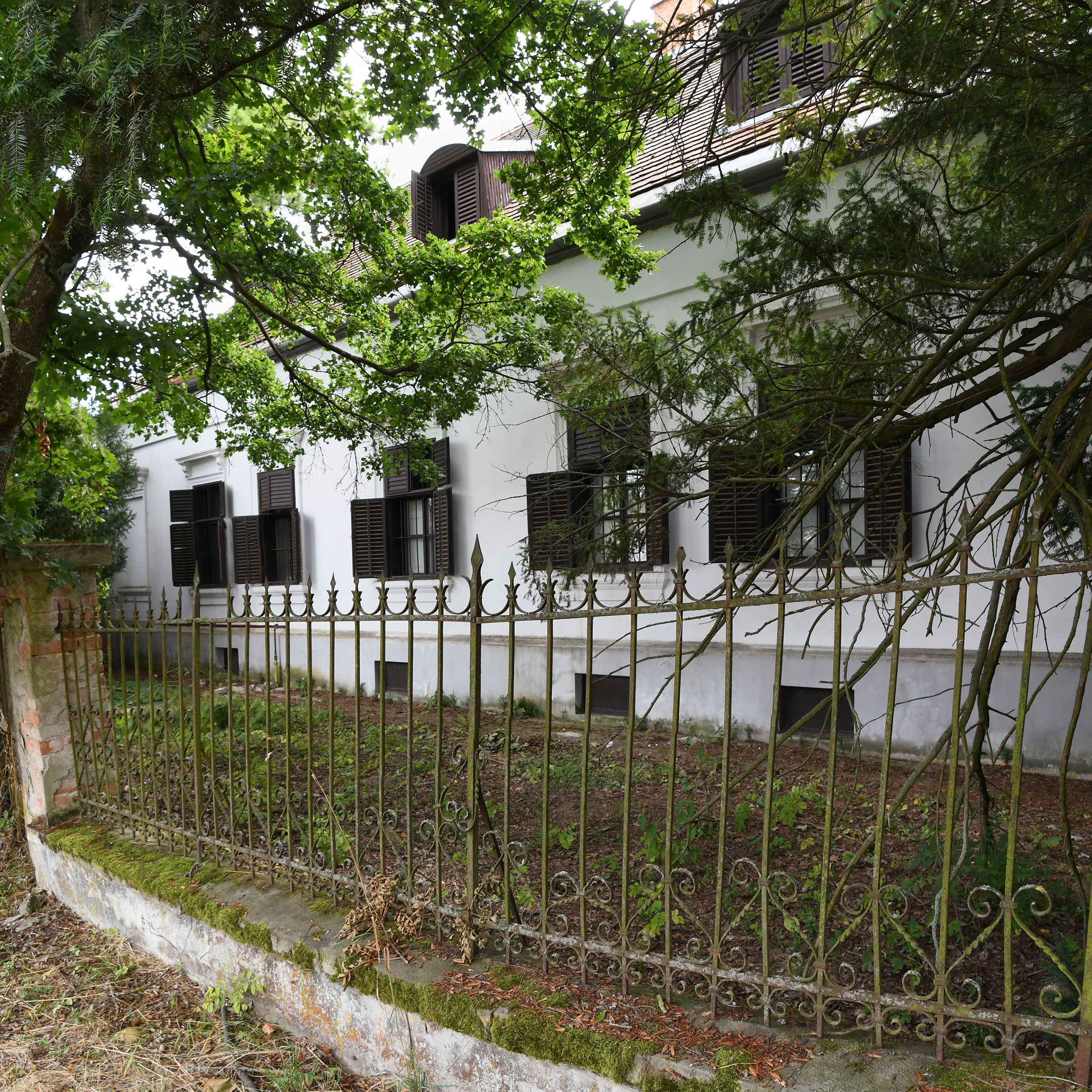
Landhaus Frideczky

## Verkehr
Durch Tereske verläuft die Nebenstraße Nr. 21126, östlich des Ortes die  Hauptstraße Nr. 22. Es bestehen Busverbindungen nach Balassagyarmat, Rétság und Vác. Die nächstgelegenen Bahnhöfe befinden sich nördlich in Ipolyszög und östlich in Magyarnándor.